# تعريف الجهاز الفريد
يهدف نظام التعرف على الأجهزة الفريدة إلى تعيين فريد للأجهزة الطبية داخل الولايات المتحدة وأوروبا. تم التوقيع عليه ليصبح قانونًا في 27 سبتمبر 2007، كجزء من قانون تعديلات إدارة الغذاء والدواء لعام 2007 . (أعتمد في الاتحاد الأوروبي في 5 أبريل 2017، بموجب لائحة الأجهزة الطبية في الاتحاد الأوروبي ولائحة التشخيص في المختبر، ولكن تم تأجيل التأكيد؛ انظر تنظيم الأجهزة الطبية.) يتضمن هذا القانون لغة تتعلق بإنشاء نظام فريد للتعرف على الأجهزة. عند تنفيذه، سيتطلب النظام الجديد:
- علامة الجهاز الذي يحمل معرفًا فريدًا، ما لم يتم تحديد موقع بديل من قبل إدارة الغذاء والدواء الأمريكية (FDA) أو ما لم يتم إجراء استثناء لجهاز معين أو مجموعة من الأجهزة.
- المعرف الفريد يجب أن يتمكن من تحديد الجهاز من خلال التوزيع والاستخدام
- المعرف الفريد لتضمين الرقم التسلسلي إذا حددته إدارة الأغذية والأدوية.

سيخلق نظام تعريف الجهاز الفريد الوطني مفردات مشتركة لإعداد التقارير وتعزيز قدرات التتبع الإلكتروني. في الوقت الحالي، يقتصر تحليل تقارير الأحداث السلبية على حقيقة أن الأجهزة المحددة المتورطة في حادثة ما غالبًا ما تكون غير معروفة بالدرجة المطلوبة من الخصوصية. بدون وجود مفردات مشتركة للأجهزة الطبية، فإن التحليل الهادف القائم على البيانات من الأنظمة التطوعية الحالية يمثل مشكلة. سيمكن التعرف الموثوق والثابت للأجهزة الطبية من مراقبة السلامة حتى تتمكن إدارة الأغذية والأدوية FDA والشركات المصنعة من تحديد المشاكل المحتملة أو عيوب الجهاز بشكل أفضل، وتحسين رعاية المرضى.
من المتوقع أن يحسن نظام تعريف الجهاز الفريد من سلامة المرضى (جزئيا من خلال المساعدة في تحديد المنتجات المقلدة وتحسين قدرة الموظفين على التمييز بين الأجهزة المتشابهة في المظهر ولكنها تؤدي وظائف مختلفة)،  تسهيل وتحسين عملية الاسترجاع، وخلق الكفاءات داخل النظام الطبي.
بصورة أبسط، سيكون نظام تعريف النظام الفريد رقمًا مشفرًا مسجلاً في منظمات المعايير، وسيتضمن مجموعة متنوعة من المعلومات، بما في ذلك (على سبيل المثال لا للحصر) الشركة المصنعة للجهاز، وتواريخ انتهاء الصلاحية، وصنع الجهاز وطرازه، وأي سمات خاصة قد يمتلكها الجهاز. بالمعنى الطبي، يشير «الجهاز» إلى أي منتج ليس صيدلانيًا بطبيعته، وبينما تم منح إدارة الغذاء والدواء الأمريكية الموافقة على إعفاء بعض الأجهزة، فقد أعرب جاي كراولي (الذي كان مسؤولًا عن تنفيذ متطلبات تعريف الجهاز الفريد في القانون) نية تطبيق هذا النظام على «كل شيء حتى يعطينا شخص ما سببًا وجيهًا لعدم القيام بذلك» (باستثناء الأجهزة التي لن تحتاج إلى تعريف).
وعقب تمرير القانون، كانت هناك دعوات لـ إدارة الأغذية والأدوية لنشر جدول زمني لتنفيذ نظام تعريف الجهاز الفريد؛  تم ذلك لاحقًا.
تقديم قاعدة بيانات تعريف الأجهزة العالمية الفريدة أيضًا تفرض على مصنعي الأجهزة الطبية تقديم طلب إلى قاعدة بيانات تعريف الأجهزة الفريدة العالمية الخاصة بـإدارة الأغذية والأدوية. سيتضمن الإرسال إلى قاعدة بيانات تعريف الأجهزة العالمية الفريدة جزء من معرف الجهاز الأساسي من نظام تعريف الجهاز الفريد بالإضافة إلى سمات البيانات المرتبطة حول كل طراز أو رقم إصدار للجهاز.
يتم الامتثال لمكون التقديم لتوافق نظام تعريف الجهاز الفريد على مراحل وفقًا لفئة الجهاز. يجب أن ترسل علامات أجهزة الفئة الثالثة إلى قاعدة بيانات تعريف الأجهزة العالمية الفريدة لجميع المنتجات الحالية بحلول 24 سبتمبر 2014. يجب أن ترسل ملصقات الأجهزة المزروعة أو التي تدعم الحياة أو التي تدعم الحياة إلى قاعدة بيانات تعريف الأجهزة العالمية الفريدة بحلول 24 سبتمبر 2015. يجب أن يلتزم واضعو الفئة الثانية بإرشادات الإرسال بحلول 24 سبتمبر 2016، وبطاقات تعريف الفئة الأولى بحلول 24 سبتمبر 2018.
قد يتم تقديم الطلب إلى قاعدة بيانات تعريف الأجهزة العالمية الفريدة بإحدى طريقتين. تستخدم الطريقة الأولى واجهة ويب قاعدة بيانات تعريف الأجهزة العالمية الفريدة التابعة لإدارة الأغذية والأدوية، وهي مخصصة للأحجام المنخفضة من عمليات إرسال قاعدة بيانات تعريف الأجهزة العالمية الفريدة. تستخدم الطريقة الثانية تقديم HL7 SPL ويتم إرسالها إلى إدارة الغذاء والدواء من خلال حساب بوابة التقديم الإلكترونية.
بمجرد إجراء التقديم الأولي، يجب على محددي الأجهزة الطبية تحديث إرسال قاعدة بيانات تعريف الأجهزة العالمية الفريدة في كل مرة يحدث فيها تغيير في سمات الجهاز. على الرغم من أنه يمكن تحديث العديد من سمات الجهاز بمجرد نشر سجل الجهاز داخل قاعدة بيانات تعريف الأجهزة العالمية الفريدة، إلا أنه لا يمكن تغيير العديد من السمات وسيتطلب من الملصق إلغاء تنشيط الإرسال الحالي وإعادة الإرسال باستخدام معرف جهاز جديد.

## روابط خارجية
- موقع FDA على شبكة الإنترنت حول UDI وقاعدة بيانات UDI العالمية (GUDID)
- موقع المفوضية الأوروبية على تنظيم الأجهزة الطبية